# Blue Cow

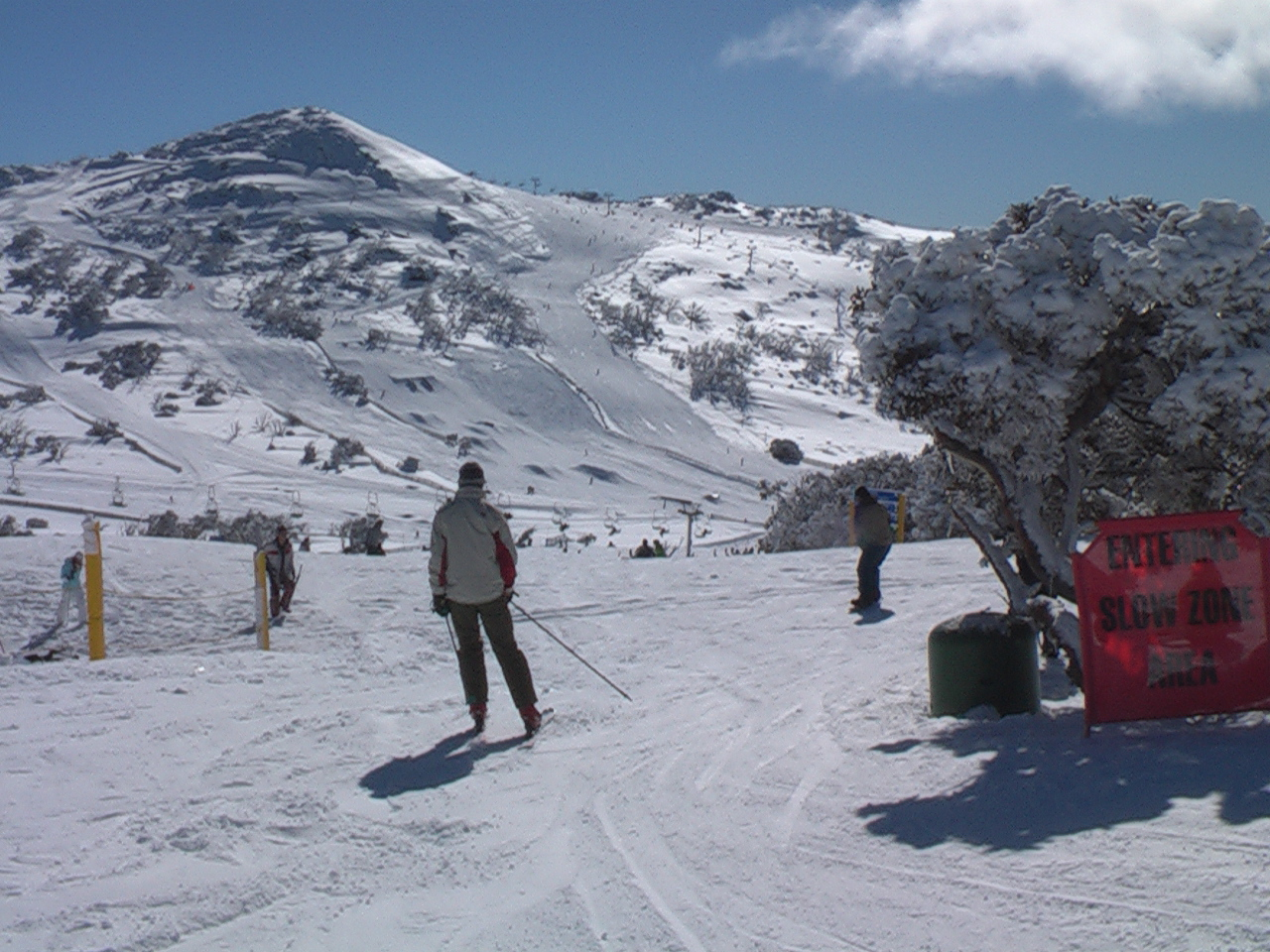
Skigebiet am Mount Blue Cow in New South Wales

Blue Cow ist ein australisches Skigebiet mit einem Feriendorf, das lediglich im Winter betrieben wird. Es befindet sich in den Snowy Mountains in New South Wales, im Snowy River Shire. Es liegt im Kosciuszko National Park und wird vom New South Wales Department of Environment and Climate Change betrieben. 
Das Blue Cow-Skigebiet liegt an der Spitze des Blue Cow Mountain und hat neun Skilifte. Im Winter ist das Gebiet nur mit dem Skitube in einem 2,6 Kilometer langen Tunnel erreichbar, dem Blue Cow Tunnel, und im Sommer nur mit Allradfahrzeugen. Die Bahnverbindung des Skitube wurde im Jahr 1987 bis Perisher Valley in Betrieb genommen, ein Jahr später bis Blue Cow. Die Bahngesellschaft übernimmt auch die Logistik des dortigen Restaurants. 
Der Ferienort Blue Cow ist eines der vier Dörfer des Perisher Resort.
Koordinaten: 36° 23′ 15,5″ S, 148° 23′ 34,9″ O